# Marianne Carlier
Marianne Carlier is een Belgische zangeres en actrice.

## Biografie
Carlier volgde een opleiding zang (Jazz & Lichte Muziek) in zowel België als Nederland en studeerde daarna in New York en Los Angeles waar ze Musical Theatre en Acting For Film volgde. Daarnaast deed ze mee aan de masterclasses zang & techniek bij het Complete Vocal Institute.

## Carrière

### Musical
Carlier speelde Bernadette in de musical Domino (2012) en was te zien in het ensemble van Beauty & The Beast (2016-2017), waar ze tevens ook understudy was van de rol van Babette.

### Televisie
Carlier speelde enkele kleine rolletjes in o.a. Albert II, Professor T., Connie & Clyde en Familie. Sinds januari 2019 is ze te zien op Ketnet in de fictiereeks #LikeMe als Lucia Schmidt.

### Muziek
Carlier is de frontvrouw van de vrouwenband Something About Mary. Ze brengen zowel eigen nummers als covers. Sommige van haar eigen liedjes werden geselecteerd voor Schrijf Er Maar Eén op Radio 2. Ze schrijft (koor)arrangementen voor Fabric Magic en werkt als zangcoach bij verschillende productiehuizen en opleidingen.